# Lee Kuan Yew
Lee Kuan Yew (rođen kao Harry Lee Kuan Yew; Singapur, 16. rujna 1923. – 23. ožujka 2015.) bio je singapurski političar i pravnik, poznat kao prvi premijer Singapura od 1959. do 1990. godine, te glavni tajnik Stranke narodne akcije od 1954. do 1992. godine. Bio je član Parlamenta za okrug Tanjong Pagar od 1955. do smrti 2015. godine. Uživao je ugled jedne od najutjecajnijih osoba u Jugoistočnoj Aziji. Kao jedan od osnivača Stranke narodne akcije, Leeja se smatra ocem i osnivačem suvremenog Singapura, zaslužnim za brzi prelazak Singapura iz države trećega svijeta u razvijenu državu prvoga svijeta.
Rođen je 1923. godine u obitelji singapurskih Kineza. Njegovo studiranje prekinuo je početak Drugog svjetskog rata u Singapuru 1942. godine. Tijekom japanske okupacije bio je činovnik u jednom tekstilnom poduzeću.
Nakon rata otišao je studirati u Englesku. Tamo je diplomirao pravo na Sveučilištu Cambridge. Tijekom boravka u Engleskoj, shvatio je da Englezi tijekom rata nisu bili sposobni obraniti Singapur od japanske okupacije, pa je zaključio da Singapur mora biti nezavisan. Kući se vratio 1949. godine.
Počeo je baviti se politikom 1950-ih godina, zahtijevajući samoupravu i nezavisnost Singapura od britanske vlasti. Godine 1954. osnovao je nominalno socijalističku Stranku narodne akcije, kako bi na svoju stranu pridobio imućne prokomunističke Kineze. Kada je Singapur dobio samoupravu godine 1959. njegova stranka je dobila izbore i Lee Kuan Yew postao je premijer.
Godine 1963., Singapur je postao dijelom Malezijske Federacije. Dvije godine kasnije, nakon etničkih sukoba između Malajaca i Kineza, Singapur i Malezija su se mirno rastali 9. kolovoza 1965. Istog dana je proglašena Republika Singapur.
U sljedećih 25 godina, Singapur je pod Leejevim vodstvom postao industrijski div Azije i jedna od najprosperitetnijih država u svijetu. Tri stupa njegove politike činili su: nacionalna sigurnost, ekonomija i socijalna stabilnost. Kako bi ojačao suverenost i ugled Singapura u svijetu, Lee je promovirao politiku neutralnosti i nesvrstanosti. S druge strane, mnogi su mu zamjerali autoritarnu unutrašnju politiku.
Godine 1990. pažljivo je pripremio silazak s vlasti, ali je u budućim singapurskim vladama zadržao savjetodavnu ulogu u kabinetima Višeg ili Ministra mentora Singapura. Ovu posljednju funkciju napustio je 2011., i time se povukao iz političkog života Singapura.
Napisao je memoare u dva toma: „Priča o Singapuru“, koja obuhvaća povijest države do razlaza s Malezijom 1965. i „Od Trećeg svijeta do Prvog: priča o Singapuru“, koja opisuje njegov doprinos preobražaju Singapura u modernu naciju.
Preminuo je 23. ožujka 2015. preminuo je u bolnici u Singapuru od upale pluća.